# Харченко, Валентина
Валенти́на Ха́рченко (род. 1949), также известная под фамилиями Золоты́х и Степане́нко — советская легкоатлетка, специалистка по метанию диска. Выступала на всесоюзном уровне в 1977—1982 годах, победительница и призёрка первенств национального значения. Не принимала участия в крупных международных соревнованиях, но в 1981 году показала третий результат сезона в мире — 69,86 метра.

## Биография
Валентина Харченко родилась в 1949 году.
Занималась лёгкой атлетикой в Краснодаре, представляла добровольное спортивное общество «Буревестник».
Впервые заявила о себе в метании диска в сезоне 1977 года, показав на соревнованиях в Краснодаре результат 61,54 метра. Год спустя в том же Краснодаре метнула диск на 64,20 метра, что стало одиннадцатым результатом мирового сезона.
Наивысшие результаты 1979 и 1980 годов — 64,64 и 65,08 метров соответственно.
Главных успехов в своей спортивной карьере Харченко добилась в сезоне 1981 года, когда с результатом 65,36 метра одержала победу на зимнем чемпионате СССР по метаниям в Сочи и выиграла бронзовую медаль на летнем чемпионате СССР в Москве, уступив здесь только Фаине Мельник и Галине Савинковой. Кроме того, на соревнованиях в Феодосии установила свой личный рекорд 69,86 метра — это был третий результат мирового сезона после достижений Эвелин Яль из Восточной Германии и Марии Петковой из Болгарии. Результат на тот момент являлся пятым в женском метании за всё время после Яль, Петковой и действующей рекордсменки мира Фаины Мельник. По-прошествии нескольких десятилетий он по-прежнему входит в тридцатку лучших в истории.
В 1982 года на соревнованиях в Челябинске Валентина Харченко метнула диск на 68 метров ровно, что стало одиннадцатым результатом мирового сезона.